# Lo mato
Lo Mato (Si no compra este LP) conocido comúnmente como Lo Mato es el octavo y penúltimo álbum de estudio de Willie Colón & Héctor Lavoe, lanzado en 1973 por el sello Fania Records. 

## Portada
La portada de este LP cuenta con Willie amenazando a su víctima con una pistola, en la contraportada aparece la víctima reduciendo a Colón.

## Contexto del álbum
El disco fue grabado en el Good Vibrations Sound Studios y los temas destacados son «Todo tiene su final», «Calle luna, Calle sol», «El día de suerte», esta última narrando de forma implícita la desgarradora vida de Héctor Lavoe en su infancia dejando ver claros sucesos como la muerte de su madre a muy temprana edad y también la de su padre a los 10 años dejando el mensaje: "el día de mi suerte llegará ¿pero cuando será?".
Además este álbum fue grabado en medio de las tensiones profesionales entre Héctor Lavoe y Willie Colón debido a la descontrolada vida del cantante, si bien éstas no se alcanzan a notar en los sencillos del álbum.[cita requerida]

## Lista de canciones
| N.º | Título                  | Compositor(es)              | Duración |  |
| 1.  | «Calle Luna, Calle Sol» | Willie Colón                | 3:45     |  |
| 2.  | «Todo Tiene Su Final»   | Willie Colón                | 4:59     |  |
| 3.  | «Guajira Ven»           | D.R.                        | 4:10     |  |
| 4.  | «La María»              | C. Curet Alonso             | 3:30     |  |
| 5.  | «Señora Lola»           | Emil "Chino" de Padrón      | 3:19     |  |
| 6.  | «El Día De Suerte»      | Willie Colón & Héctor Lavoe | 5:28     |  |
| 7.  | «Vo So»                 | Willie Colón                | 4:25     |  |
| 8.  | «Junio '73»             | Willie Colón                | 7:13     |  |

## Músicos
- Cantante - Héctor Lavoe
- Coros - Johnny Pacheco, Justo Betancourt y Willie Colón
- Trombones - Willie Colón (1er trombón y líder de la banda) y Eric Matos
- Timbales - Louie Romero
- Conga - Milton Cardona
- Bongos - José Mangual Jr.
- Piano - Joe Torres
- Bajo - Santi González
- Cuatro -Yomo Toro

## Créditos
- Productor(es) - Willie Colón y Jerry Masucci
- Director de grabación – Johnny Pacheco
- Ingeniero de sonido – Jon Fausty
- Diseño Original Del Álbum – Ron Levine
- “Mechanical Madness “– Steve Higgins
- Modelo De La Foto Original – Jose R. Padrón